# الحوار الوطني (تونس)
الحوار الوطني التونسي أو الحوار الوطني في تونس (بالفرنسية: Dialogue national en Tunisie) قاده الرباعي الراعي للحوار الفائز بجائزة نوبل للسلام عام 2015، هو حوار وطني بدأ في 5 أكتوبر 2013 بين عدة أطراف سياسية تونسية بتأطير ومبادرة ورعاية الاتحاد العام التونسي للشغل والاتحاد التونسي للصناعة والتجارة والصناعات التقليدية والرابطة التونسية للدفاع عن حقوق الإنسان والهيئة الوطنية للمحامين بتونس وعرفوا باسم «الرباعي الراعي للحوار» وبدعم من الرئاسات الثلاث في تونس وهم رئيس الجمهورية المنصف المرزوقي ورئيسي الحكومة علي العريض ومهدي جمعة ورئيس المجلس الوطني التأسيسي مصطفى بن جعفر.

## السياق والتاريخ
شهدت تونس بين 17 ديسمبر 2010 و14 يناير 2011، ثورةً شعبيةً أطاحت بنظام الرئيس زين العابدين بن علي. بدأ إذا مسار الانتقال الديمقراطي في تونس، وشهدت البلاد انتخاباتً لمجلسٍ تأسيسي في 23 أكتوبر 2011، الذي بدوره قام بانتخاب المنصف المرزوقي لرئاسة البلاد، وأعطى ثقته لحكومة حمادي الجبالي. واصلت هذه الأخيرة عملها حتى 13 مارس 2013، أيام بعد اغتيال المعارض شكري بلعيد، دخلت البلاد إثرها في أزمة سياسية. تم تعيين علي العريض على رأس حكومة جديدة، واجهت بدورها بعد أشهر أزمة أخرى باغتيال المعارض محمد البراهمي. قام نواب المعارضة بمقاطعة أعمال المجلس التأسيسي، فأطلق الرباعي الراعي للحوار مبادرة للخروج بالبلاد من أزمتها.
قَسَّم الخبير السياسي حاتم مراد في كتابه حول الحوار الوطني مسار هذا الأخير منذ الثورة إلى أربعة مراحل:
| المرحلة                                                  | المبادرة                                                                | التاريخ                   | المبادرون                                                                        |
| -------------------------------------------------------- | ----------------------------------------------------------------------- | ------------------------- | -------------------------------------------------------------------------------- |
| المرحلة الأولى: بعد الثورة                               | الهيئة العليا لتحقيق أهداف الثورة والإصلاح السياسي والانتقال الديمقراطي | 18 فبراير و13 أكتوبر 2011 | الحكومة والمجتمع المدني                                                          |
| المرحلة الثانية: بعد انتخابات 2011                       | مجلس الحوار الوطني                                                      | 16 أكتوبر 2012            | اتحاد الشغل ورابطة حقوق الإنسان وعمادة المحامين                                  |
| المرحلة الثانية: بعد انتخابات 2011                       | مبادرة الطاولة المستديرة                                                | سبتمبر 2012               | الحزب الجمهوري ثم رئاسة الجمهورية                                                |
| المرحلة الثالثة: بعد اغتيال شكري بلعيد في 6 مارس 2013    | مجلس حكماء تونس                                                         | 12 فبراير 2013            | رئيس الحكومة حمادي الجبالي                                                       |
| المرحلة الثالثة: بعد اغتيال شكري بلعيد في 6 مارس 2013    | الحوار الوطني في قرطاج                                                  | 15 أبريل و15 مايو 2013    | رئيس الجمهورية المنصف المرزوقي.                                                  |
| المرحلة الثالثة: بعد اغتيال شكري بلعيد في 6 مارس 2013    | الجولة الثانية للحوار الوطني لاتحاد الشغل                               | 16 مايو 2013              | اتحاد الشغل.                                                                     |
| المرحلة الثالثة: بعد اغتيال شكري بلعيد في 6 مارس 2013    | المؤتمر الوطني لمكافحة العنف والإرهاب                                   | يونيو 2013                | اتحاد الشغل ورابطة حقوق الإنسان وعمادة المحامين واتحاد التجارة والصناعة.         |
| المرحلة الرابعة: بعد اغتيال محمد براهمي في 25 يوليو 2013 | الحوار الوطني                                                           | ابتداءً من 25 أكتوبر 2013  | الرباعي اتحاد الشغل واتحاد التجارة والصناعة ورابطة حقوق الإنسان وعمادة المحامين. |

## الأسباب والأهداف
السبب الرئيسي وراء تنظيم الحوار الوطني هو الأزمة السياسية التي هزت البلاد بعد اغتيال المعارض شكري بلعيد والنائب محمد البراهمي والاختلاف العميق بين السلطة المتمثلة في تحالف الترويكا المتمثلة في حركة النهضة والمؤتمر من أجل الجمهورية والتكتل الديمقراطي من أجل العمل والحريات والمعارضة.
بعد تقديم عدة مبادرات من طرف أشخاص ومنظمات، تم الاتفاق حول مبادرة الرباعي الراعي للحوار الذي يضم كل من الاتحاد العام التونسي للشغل والاتحاد التونسي للصناعة والتجارة والصناعات التقليدية والرابطة التونسية للدفاع عن حقوق الإنسان والهيئة الوطنية للمحامين بتونس والتي تضمنت خارطة طريق التي تحتوي الأهداف الرئيسية للخروج من الأزمة وهي:
- التسريع في المصادقة على الدستور.
- ثم استقالة حكومة علي العريض.
- ثم التوافق على حكومة جديدة تكون حكومة تكنوقراط.
- ويتبقى التسريع في إنهاء مرحلة الانتقال الديمقراطي والمصادقة على أعضاء الهيئة العليا المستقلة للانتخابات والمصادقة على القانون الانتخابي.

لذلك يسعى الحوار الوطني في تونس إلى توفير التوافق بين جميع الأطراف السياسية حول القضايا الرئيسية في الدولة.

## النتائج
شوهدت نتائج الحوار الوطني منذ شهر يناير 2014 خاصة بعد المصادقة على دستور تونس 2014 بأغلبية كاسحة ب200 صوت من جملة 216 في المجلس الوطني التأسيسي أي أن جل الأحزاب السياسية الممثلة في المجلس التأسيسي وافقت على الدستور الجديد وتوافقت عليه وكان هذا في 26 يناير 2014، ثم تم تكوين حكومة جديدة وهي حكومة مهدي جمعة المستقلة بالكامل في 29 يناير 2014.

## الحوار الوطني الاقتصادي
بعد النجاح الملحوظ للحوار الوطني السياسي، قررت الأطراف المشاركة البدأ في حوار اقتصادي للتقليل من الاعتصامات والاضرابات وتأطير العمال وبمشاركة عدة خبراء.

## الجوائز والتقديرات

### جائزة نوبل
في 9 أكتوبر 2015، تم الإعلان عن الفائز بجائزة نوبل السلام، وهو الرباعي الراعي للحوار الوطني التونسي، وذلك لدورهم في دعم مسار الانتقال الديمقراطي في تونس، وإنقاذ تونس من خطر الانهيار أثناء الأزمة السياسية. من جهة أخرى أرادت لجنة جائزة نوبل دعم الثورة التونسية مهد الربيع العربي، والتشديد على كون تونس أيقونة وحيدة ناجحة من الربيع العربي، في حين تعاني بقية دول الثورات من أزمات وحروب أهلية وثورات مضادة. 

في 10 ديسمبر 2015، وقع حفل تسليم جائزة نوبل للسلام في أوسلو (النرويج) وذلك بحضور ملك النرويج هارلد الخامس وزوجته الملكة سونيا وكذلك إبنهما ولي العهد الأمير هاكون وزوجته الأميرة ميت-ماريت، وذلك إلى جانب أعضاء لجنة نوبل والمئات من الشخصيات العالمية في شتى المجالات. 

شهد تلقي هذه الجائزة عدة ردود فعل دولية ومنها:
- الأمم المتحدة: أعرب أمين عام الأمم المتحدة بان كي مون عن سعادته لمنح جائزة نوبل للسلام للجنة الحوار التونسي الوطنية الرباعية، مهنئا جميع أعضاء اللجنة. وأضاف أن هذه الجائزة هي لكل التونسيين الذين بدأوا الربيع العربي.[7]
- البرلمان الأوروبي: عبر رئيس البرلمان مارتن شولز في بيان رسمي عن تهانيه الحارة للرباعي الفائز بالجائزة، وقال أنها مكافأة لجهود مختلف مكونات الشعب التونسي. وشدد على واجب مواصلة التونسيين في هذا الطريق.[8]
- فرنسا: في بيان رسمي لرئيس الجمهورية الفرنسية فرانسوا أولاند، قال أن هذه الجائزة تثبت نجاح التجربة التونسية في الانتقال الديمقراطي، وأن تونس تسير في الطريق الصحيح. أضاف أولاند أن تونس هي الدولة الوحيدة من دول الربيع العربي التي نجحت في مسارها الانتقالي والديقمراطي والانتخابي. شدد من جهة أخرى على وجوب تكريس العلاقات بين البلدين.[9] في تدوينة له باللغة العربية على حسابه الرسمي في موقع تويتر، قال رئيس الوزراء الفرنسي مانويل فالس: «أشادت جائزة نوبل للسلام بجهود التونسيين .تحيا الديمقراطية التونسية».[10] من جهة أخرى، عبر وزير الخارجية الفرنسي لوران فابيوس في بيان رسمي عن تهانيه الحارة لتونس للرباعي الراعي للحوار، وقال أنه فرح لكل التونسيين بهذه الجائزة. أضاف أن هذه الجائزة قدمت للديمقراطية التونسية، وقال أنها رسالة أمل للثورة التونسية خاصة وثورات الربيع العربي عامة.[11]
- ألمانيا: قال وزير الخارجية الألماني فرانك-فالتر شتاينماير أنه تلقى خبر فوز تونس بالجائزة بسرور كبير، وقال أن المجتمع التونسي المتنظم هو من ساهم بكل مكوناته في إنجاح هذا المسار الديمقراطي. أضاف أن عمل الرباعية يعطي الأمل في النجاح في دول أخرى.[12]
- الولايات المتحدة: في بيان عن البيت الأبيض، هنأ الرئيس الأمريكي باراك أوباما الرباعي الراعي للحوار الوطني التونسي فوزه بجائزة نوبل للسلام، وذلك نيابة عن الشعب الأمريكي حسب قوله، واعتبر أن جائزة نوبل هي تكريم لمثابرة الشعب التونسي وشجاعته، الذي استطاع أن يلتقي في إطار روح الوحدة والتسامح.[13]
- إيطاليا: قال وزير الخارجية الإيطالي باولو جنتيلوني في بيان رسمي أن هذه الجائزة هي رمز لتونس وتعبر عن نجاحها في المسار الديمقراطي الذي بدأ في 2011. وأضاف الوزير في البيان أن هذه الجائزة تعبر عن استطاعة وأمل كل القوى الوطنية في كل البلدان عن إمكانيتهم للوصول إلى ما وصلت إليه تونس.[14]
- الجزائر: بعث الرئيس الجزائري عبد العزيز بوتفليقة برقية تهنئة لنظيره الرئيس التونسي الباجي قائد السبسي يعبر فيها عن تهنئته بتلقي تونس لهذه الجائزة، وجاء في البرقية أنه يعبر عن سعادته البالغة، وأنه يعبر نيابة عنه والشعب الجزائري بالتهنئة للرئيس والرباعي والشعب التونسي عموما، وأضاف أن هذه الجائزة تعبر عن مجهود كل القوى السياسية التي ساهمت بنجاح المسار التي تسير فيه تونس.[15]

في 21 نوفمبر 2014، تم اختيار حسين العباسي، أمين عام الاتحاد العام التونسي للشغل، من بين أفضل 100 مفكر عالمي حسب مجلة فورين بوليسي، لدوره في هذا الحوار. 

في 15 أكتوبر 2015، قام وزير الخارجية الفرنسي لوران فابيوس باستقبال ممثلي الرباعي في مقر الوزارة أين تحدثوا حول الوضع في تونس، وفي نفس اليوم قاموا بإلقاء محاضرة مشتركة في مقر معهد العالم العربي في العاصمة باريس. ثم في 16 أكتوبر 2015، قام الرئيس الفرنسي فرانسوا أولاند باستقبال ممثلي الرباعي في قصر قصر الإليزيه، أين تبادلوا أطراف الحديث حول دورهم في إنجاح الحوار الوطني والخورج بتونس من الأزمة السياسية التي عاشتها، وكذلك الوضع العام في تونس، وشكرهم فرانسوا أولاند على ما قاموا به وعبر عن تجديد دعمه الكامل لعملية الانتقال الديمقراطي في تونس. 

في 9 نوفمبر 2015، نظمت رئاسة الجمهورية التونسية حفل تكريم للرباعي الراعي للحوار الوطني في قصر قرطاج، أشرف عليه الرئيس الباجي قائد السبسي، وحضره أعضاء حكومة الحبيب الصيد والحكومات السابقة لها، وكذلك نواب مجلس نواب الشعب إلى جانب نواب المجلس الوطني التأسيسي السابق، وكذلك العديد من الشخصيات الوطنية والسياسية والثقافية التونسية، والسفراء الأجانب. 

في 19 نوفمبر 2015، تسلم حسين العباسي، الأمين العام للاتحاد العام التونسي للشغل، جائزة أفريقيا الألمانية من عند الرئيس الألماني يواخيم غاوك. 

في 8 ديسمبر 2015، قام رئيس الجمهورية الفرنسية فرانسوا أولاند بتوسيم كل من حسين العباسي ووداد بوشماوي ومحمد الفاضل محفوظ وعبد الستار بن موسى رؤساء وأمناء عامون المنظمات الأربعة بوسام جوقة الشرف برتبة قائد، وذلك في حفل في قصر الإليزيه الرئاسي في باريس، بحضور سياسيين ومثقفين وحقوقيين ونقابيين ومحامين فرنسيين وتونسيين.

## مقالات ذات صلة
- سياسة تونس
- الانتقال الديمقراطي في تونس
- الثورة التونسية
- جائزة نوبل للسلام عام 2015

## بيبليوغرافيا
- حاتم مراد، الحوار الوطني في تونس (نشر بالفرنسية والعربية)، دار نشر نيرفانا، تونس العاصمة، 2015 (ردمك  9973855817).